# Collectif contre l'impunité
Le Collectif contre l'impunité est un regroupement des victimes de Jean-Claude Duvalier. En plus d'organisations de droits humains, il rassemble et accompagne juridiquement 22 Haïtiens et Haïtiennes ayant porté plainte au parquet de Port-au-Prince contre l'ancien dictateur depuis son retour d'exil.
Les associations de défense des droits humains membres de ce collectif sont le Centre œcuménique des droits de l'homme (CEDH), Kay Fanm, le Mouvement des femmes haïtiennes pour l’éducation et le développement (MOUFHED) et le Réseau national de défense des droits humains (RNDDH). Les membres à titre individuel comprennent entre autres la journaliste Michèle Montas et la docteur Nicole Magloire.

## Historique
Le Collectif a été créé dans les jours qui ont suivi le retour en Haïti de Jean-Claude Duvalier le 16 janvier 2011 après 25 ans d’exil en France.
Après une plainte par l'État haïtien la veille pour corruption et détournements de fonds, les premières plaintes pour crime contre l'humanité ont été déposées contre l'ancien dictateur au parquet de Port-au-Prince le 19 janvier 2011 par les membres du Collectif Michèle Montas, Alix Fils-Aimé, Claude Rosiers et Nicole Magloire.
À la demande du Collectif contre l'impunité, la Commission interaméricaine des droits de l'homme (CIDH) a tenu le 28 mars 2011 une audience en présence d'un membre du ministère de la Justice d'Haïti. Celui-ci a exprimé la volonté de l'État haïtien de juger les violations des droits humains en question. Il a sollicité l’appui technique de la CIDH pour ce faire. Haïti est signataire de la Convention américaine relative aux droits de l'homme depuis son entrée en vigueur le 18 juillet 1978.
En réponse à cette audience, la Commission interaméricaine des droits de l'homme a rappelé le 17 mai 2011 le devoir pour l'État haïtien «d'enquêter sur les graves violations des droits humains commises sous le régime de Jean-Claude Duvalier». La déclaration du Collectif qui s'ensuivit le 23 mai 2011 a été appuyée publiquement par des organisations telles que Human Rights Watch, Avocats sans frontières Canada (ASFC) et le Bureau des avocats internationaux (BAI).
Le 14 décembre 2011, le Collectif publie un amicus curiae enjoignant à la justice haïtienne de poursuivre les démarches contre  l'ex-dictateur comme le prévoit le droit haïtien.

## Sources
1. ↑  «Le chasseur de dictateurs», Enquête, Radio-Canada, 6 octobre 2011
2. ↑  «Quatre plaintes pour "crime contre l'humanité" déposées contre Duvalier», Le Monde, 19 janvier 2011
3. ↑  Communiqué de presse du 23 mai 2011 sur le site de Kay Fanm
4. ↑  Pacte de San Jose du Costa Rica, Convention américaine relative aux droits de l'homme
5. ↑  Déclaration de la CIDH concernant Jean-Claude Duvalier
6. ↑  La CIDH donne suite à la requête du Collectif contre l’impunité, déclaration publiée sur le site de Kay Fanm
7. ↑  «Duvalier peut-être poursuivi pour les exactions de son régime», OREGAND